# Волнения в Нукуалофа (2006)

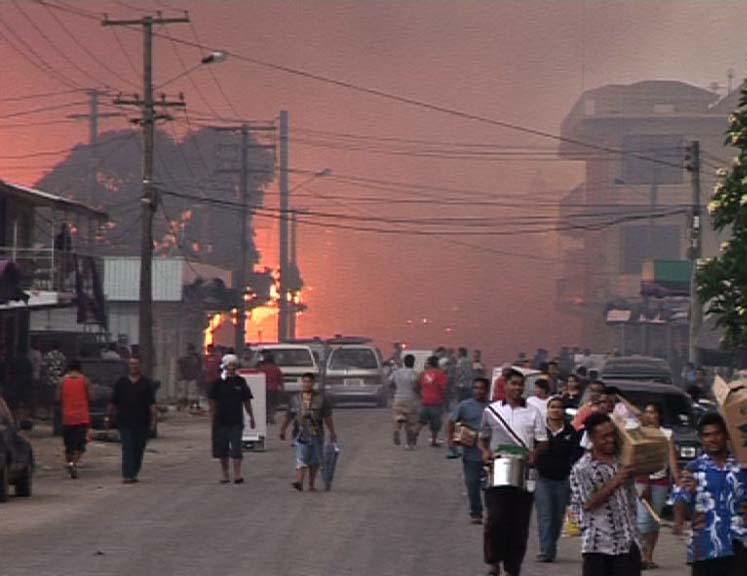
Беспорядки в центре города

Погромы в Нукуалофа — беспорядки в столице Королевства Тонга городе Нукуалофа, вызванные действиями правительства страны.
Беспорядки начались 16 ноября с раннего утра. Тайный совет Тонга (большинство из членов которого назначаются королём) отложил на год рассмотрение вопроса о возвращении с каникул парламента страны и, несмотря на обещания, практически ничего не сделал для продвижения демократии в правительстве. Сторонники демократии вышли на улицы в знак протеста. Некоторые участники протестов начали опрокидывать машины, а затем перешли к грабежам и поджогам зданий.

## Цель бунта
Беспорядки вспыхнули около 3:30 вечера по местному времени, когда бунтовщики начали забрасывать камнями правительственные здания, били стекла и грабили магазины. Примерно в 6:00 вечера мятежники начали поджигать правительственные здания. Первой целью бунтовщиков были именно правительственные здания, затем они начали нападать на предприятия, в том числе те, которые были отданы в аренду ANZ банком и те, которые принадлежали премьер-министру Фелети Севеле. Следующей целью погромщиков стал частный магазин по продаже мобильных телефонов Tonfön (входит в группу компаний Shoreline, которая на тот момент принадлежала королевской семье). Мятежники также сожгли главный офис группы компаний Shoreline, который находился в одном километре от центрального делового района города.
Некоторые крупные китайские магазины также были подожжены и ограблены. Другие магазины, в том числе принадлежащие этническим индийцам, были сожжены, но осталось неясно, были ли они подожжены преднамеренно или загорелись от пожаров в других зданиях. Примерно в 6:00 вечера мятежники подожгли отель Royal Pacific (принадлежащий группе компаний Shoreline), расположенный на одной из главных улиц города. На проспекте много коммерческих зданий и огонь распространился на некоторые из них. Город постепенно охватил хаос, с которым власти были не в состоянии справиться.
По сообщениям Tonga Now в грабежах активно участвовали мужчины и женщины всех возрастов Однако, некоторые фотографии позволяют сделать вывод, что переворачивали машины и поджигали именно молодые мужчины. Это предположение усилилось после того, как на стенах разграбленного китайского магазина появились граффити.
С наступлением ночи, полиция и силы обороны Тонга восстановили контроль над центром города и перекрыли доступ в него.

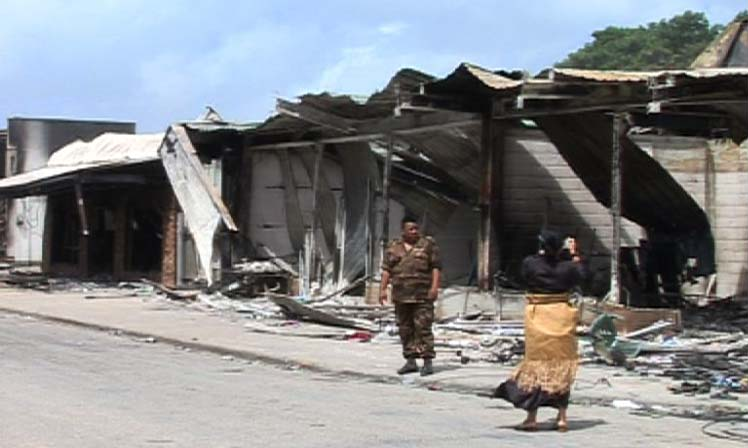
Последствия беспорядков, снятые на следующий день.

## Последствия волнений и беспорядков
Оценки ущерба разнообразны. Согласно оценке правительства Тонга от 60 до 80 % от центрального делового района было разрушено. На неделю было приостановлено движение транспорта.
Правительство Китая выслало чартерный самолет для эвакуации китайских граждан.
17 ноября
Было объявлено, что 8 тел были обнаружены в обугленных развалинах домов. Поскольку большинство работников предприятия удалось эвакуировать, было высказано предположение, что умершие были мародёрами. Однако узнать о судьбе этих людей не удалось.
Правительство Тонга объявило чрезвычайное положение. Только пожарным, полиции и коммунальным работникам было разрешено перемещаться внутри периметра Делового центра и ведущих в него дорог. Жители этого района могли вернуться только после того, как был произведён обыск. В течение следующего месяца в районе было запрещено собираться более чем 5 людям. Силы безопасности получили право останавливать и обыскивать людей без ордера.
Правительство Тонга пообещало реформы. Выборы в парламент было решено начать в 2008 году, в ходе которого большинство членов Законодательного Собрания избиралось бы всенародным голосованием.
18 ноября
110 солдат и 44 офицера полиции из Австралии и Новой Зеландии прибыли в Нукуалофу, чтобы помочь местной полиции навести порядок. Армия Новой Зеландии должна была отвечать за безопасность в аэропортах и помогать тонганской полиции для защиты управления городом. Австралийский контингент прибыл для обучения правительственных сил обороны в экстремальных условиях.
19 ноября
Ограничения на въезд в город были смягчены. Гражданам было вновь разрешено передвижение по городу, (но только пешком) и чтобы принять участие в церковных службах. Авиакомпании заявили, что действуют специальные полеты на воскресенье (исключение из строгих законов, запрещающих коммерческой деятельности в христианский Саббат). Электроснабжение было восстановлено во всех частях Нукуалофа.
Лидер демократического движения Тонга Акилиси Похива подверг критике вмешательство австралийских и новозеландских миротворцев после беспорядков.
20 ноября
Некоторые предприятия были временно перемещены в пригороды. Полиция начала охрану телекоммуникационного центра и расследования звонков по мобильному в целях выявления организаторов волнений. По данным газеты Матанги Тонга, были произведены 26 арестов, а число смертей было пересмотрено до 6.
К 1 декабря полиция Тонга произвела 568 арестов.

## Поддержание чрезвычайного положения
В конце января 2008 года власти Тонга продлили чрезвычайное положение. В заявлении говорилось: «Настоящим провозглашено, что в центральном Нукуалофе по-прежнему существует состояние опасности». Согласно Прокламации этот район будет оставаться «контролируемым и поддерживаемым Полицейскими силами Тонга и Силами обороны Тонга с единственной целью поддержания общественного порядка». Министр информации Афуло Матото заявил, что чрезвычайное положение, вероятно, будет сохранено ещё на три месяца (то есть до конца апреля). Это решение властей было подвергнуто критике сторонником демократии Тонга Акилити Похивы: «Я не вижу никаких оснований для того, чтобы правительство продолжало удерживать чрезвычайное положение».
Чрезвычайное положение было отменено только в августе 2008 года. Член парламента Акилиси Похива отметил, что правительство, вероятно, предпочло дождаться коронации короля Георга Тупоу V, чтобы положить этому конец. Однако оно было вновь введено в сентябре, несмотря на возражения демократически настроенных членов парламента.

## Операция Калилоа
Полиция Тонги, австралийская федеральная полиция и полиция Новой Зеландии провели совместное расследование беспорядков под кодовым названием «Операция Калилоа».
Тонганский депутат и бывший министр полиции Клайв Эдвардс заявил, что правительственные силы Тонги избили сотни людей, а затем отказали им в лечении их травм. Эдвардс также утверждал, что и его атаковали правительственные солдаты. Сотрудник Сил обороны Тонга, не назвавший своего имени журналистам, заявил, что нет никаких доказательств, подтверждающих претензии Эдвардса. 2 февраля 2007 года Эдвардс был арестован и обвинён в участии в мятеже и беспорядках. Чрезвычайное положение, объявленное 17 ноября 2006 года, было продлено несколько раз и окончательно закончено в январе 2011 года, как только новый премьер-министр занял пост после выборов 2010 года.